# Invincible (1780)
Pour les autres navires du même nom, voir Invincible (navire).
L'Invincible était un vaisseau de ligne de 110 canons de la marine royale française. Lancé en 1780, il a servi de vaisseau amiral pendant la guerre d'Amérique ; il a été démoli en 1808.

## Puissant trois-ponts
Ce vaisseau a été lancé le 20 mars 1780 à Rochefort, sur les plans de l'ingénieur-constructeur François-Guillaume Clairain des Lauriers (ou Clairin-Deslauriers), pendant la mobilisation navale causée par la guerre d'Amérique. Le navire est construit et lancé en à peine un an : sa mise en chantier remonte à février 1779 tandis qu'il entre en service en mai 1780.
Sa coque faisait 59,8 mètres de long, 16,08 mètres de large et 7,8 de creux. Son armement initial en 1780 était de 92 canons : 30 canons de 36 livres dans sa première batterie, 32 canons de 24 livres dans la deuxième batterie, 32 canons de 12 livres dans la troisième batterie. En 1781, il passe à 100 canons par le rajout de huit canons de 8 livres sur les gaillards, puis en 1784 il arrive à un total de 110 canons en faisant passer l'armement des gaillards à 16 pièces. Le vaisseau était gréé en trois-mâts carré ; son équipage théorique en temps de guerre était de 1 056 hommes (748 en temps de paix).
Ce puissant vaisseau trois-ponts était destiné à être un vaisseau amiral en portant un chef d'escadre ; son pont supplémentaire lui permettait d'avoir deux grandes chambres (en plus de la chambre du conseil et de la chambre du capitaine). Ses avantages étaient d'avoir une artillerie plus puissante qu'un deux-ponts (classiquement à 74 canons), une muraille plus épaisse (augmentant sa protection) et une coque plus haute (un avantage lors d'un combat rapproché). Par contre, un tel vaisseau avait moins de stabilité, une vitesse moindre et une dérive plus importante.

## Guerre d'Amérique
Le 1er mai 1781, commandé par Lamotte-Picquet, il prend part à l'interception d'un gros convois britannique qui rentre des Antilles.
En 1782, l'Invincible est engagé dans l'escadre française qui participe au siège de Gibraltar. Il participe au combat du Cap Spartel où il attaque la flotte britannique de l'amiral Howe qui vient de ravitailler Gibraltar.
Le vaisseau bénéficie d'une refonte en 1794, avec rajout de quatre caronades (ou obusiers de vaisseau) de 36 livres sur les gaillards lors de son réarmement en 1795. Trop vieux et remplacé dans ses fonctions par les vaisseaux de 118 canons de la classe Commerce de Marseille, l'Invincible est désarmé en mars 1807 puis démoli en janvier 1808 à Brest.